# امان نریمانی
امان نریمانی (زاده ۱۳۳۴ در شهرستان اسلام‌آباد غرب) نماینده کنونی مجلس خبرگان رهبری در دوره ششم از استان کرمانشاه است. وی نماینده چهارمین دوره مجلس شورای اسلامی از حوزه انتخابیه شهرستان اسلام آباد غرب بود.
امان نریمانی در نتایج انتخابات مجلس خبرگان رهبری (۱۳۹۴)، با مشی اعتدالگرایی در فهرست خبرگان مردم، در حوزه استان کرمانشاه با کسب ۳۸۴٬۷۸۸ رای از مجموع ۸۹۹٬۹۸۱ رای برابر با ۴۲٫۷۶٪ آرا در جایگاه اول وارد دوره پنجم مجلس خبرگان رهبری شد.